# Marieke van den Brink
Marieke Caroline Lisette van den Brink (Bemmel, 1978) is hoogleraar gender en diversiteit aan de Radboud Universiteit Nijmegen.

## Biografie
Van den Brink studeerde organisatieantropologie aan de Vrije Universiteit van Amsterdam. Daarna was ze onderzoeker aan de Rijksuniversiteit Groningen. Ze promoveerde in 2009 cum laude aan de Radboud Universiteit Nijmegen op Behind the scenes of science. Gender practices in the recruitment and selection of professors in the Netherlands. 
Op basis van haar proefschrift publiceerde ze Hoogleraarbenoemingen in Nederland (m/v). Mythen, feiten en aanbevelingen. In 2007 ontving ze het Dr. I.B.M. Frye Stipendium, in 2009 de studieprijs van het Praemium Erasmianum en in 2011 de Veni-subsidie van NWO. In 2015 werd ze lid van De Jonge Akademie van de KNAW. Sinds 1 april 2016 is ze hoogleraar gender en diversiteit aan de Radboud Universiteit Nijmegen.
Van den Brink is anno 2017 met Y.W.M. Benschop leider van het onderzoeksproject Gendering the Academy and Research: Combating Career Instability and Asymmetries dat wordt gesubsidieerd door de Europese Commissie.